# Dittongo
In fonetica, un dittongo (dal greco δίφθογγος, díphthongos, "con due suoni") è una combinazione di due vocali costituita da un rapido spostamento da un vocoide a un altro, spesso interpretato da chi ascolta come una vocale unica, cioè un singolo fonema vocalico. Mentre i vocoidi semplici o monottonghi sono descritti come foni statici, i dittonghi presuppongono uno spostamento della lingua.
I monottonghi sono rappresentati in IPA da un simbolo unico, per esempio le due a  dell'italiano pasta [ˈpasta]. Un dittongo può essere considerato una vocale lunga la cui articolazione non è stabile ma dinamica: per esempio, in inglese britannico grass [ˈɡɹɑːs] ha un suono stabile e prolungato, invece same [ˈseɪm] ha un suono modulato: questo viene considerato un dittongo e trascritto con due simboli, il primo dei quali rappresenta la posizione di partenza del dorso della lingua e il secondo quella d'arrivo. Non tutti i fonetisti sono d'accordo su quale sia la posizione di partenza e d'arrivo di un dittongo. Per esempio John Wells usa i simboli [ɔɪ] per il dittongo dell'inglese boy mentre Luciano Canepari usa invece i simboli [ɔɘ], che considera più vicini alla realtà fonetica.

## Tipi di dittongo
I dittonghi sono solitamente accentati sul primo elemento (cosiddetti dittonghi discendenti) e possono dividersi in:
- dittonghi di chiusura, con il secondo vocoide più alto del primo;
- dittonghi di apertura, con il secondo vocoide più basso del primo;
- dittonghi di centratura, con il primo elemento più periferico e il secondo più centralizzato.

Esistono inoltre i cosiddetti dittonghi ascendenti, frequenti nelle lingue romanze (italiano, francese, spagnolo, portoghese e rumeno). Questi sono probabilmente meglio analizzabili come una sequenza di un contoide approssimante e un vocoide.
In molte lingue i dittonghi sono monofonemici, vale a dire che contano come una vocale lunga qualsiasi: è il caso dell'inglese e del tedesco, ma anche del latino classico, del greco attico e del sanscrito. In questo caso si parla di dittongo fonologico. Questo non impedisce ovviamente che in queste lingue si possano avere altre sequenze vocali (bifonemiche), che possono appartenere anche alla stessa sillaba fonica.
Infine, alcune lingue e dialetti oppongono distintivamente dittonghi brevi a dittonghi lunghi e dittonghi orali a dittonghi nasali.

## Il dittongo nella lingua italiana

### Regola grammaticale tradizionale
Secondo la grammatica tradizionale, in italiano, il dittongo si ha:
- con le vocali /i/ e /u/ ("vocali deboli" o, meglio, alte) in posizione 'atona' (senza accento tonico) affiancate a qualsiasi altra vocale, in posizione tonica o non;
- con le vocali /i/ e /u/, affiancate fra di loro, nel qual caso una delle due può portare l'accento tonico.

#### I dittonghi discendenti ("veri dittonghi") possibili sono quindi
- /ai/ come in avrài
- /ei/ come in déi (preposizione)
- /ɛi/ come in dèi (plurale di dio)
- /oi/ come in vói
- /ɔi/ come in pòi
- /au/ come in pàusa
- /eu/ come in Euròpa
- /ɛu/ come in fèudo
- /ou/ - come in ó una (per sinalefe)
- /ɔu/ - come in hò una (per sinalefe)

#### I dittonghi ascendenti (“falsi” dittonghi) possibili sono
- /ja/ come in piàno
- /je/ come in ateniése
- /jɛ/ come in ièri
- /jo/ come in fióre
- /jɔ/ come in piòve
- /ju/ come in più
- /wa/ come in guàdo
- /we/ come in quéllo
- /wɛ/ come in guèrra
- /wi/ come in qui
- /wo/ come in liquóre
- /wɔ/ come in uòmo

#### Falsi iati
Le altre combinazioni (compresa /ii/) sono invece considerate iati dai grammatici. Nella metrica poetica invece, ogni combinazione di due vocali è considerata dittongo, a meno che il poeta non ponga la dieresi sulla prima vocale grafica.
- /aa/ come in Nausìcaa
- /ae/ come in paesàno
- /ao/ come in baobàb
- /ˈɛa/ come in Galilèa
- /ˈɛe/ come in idèe
- /ˈɛo/ come in galatèo
- /ea/ come in lealménte
- /ee/ come in idónee
- /eo/ come in leoncìno
- /ˈɔa/ come in òasi
- /ˈɔe/ come in eròe
- /ˈɔo/ come in zòo
- /oa/ come in coacèrvo
- /oe/ come in coesióne
- /oo/ come in Alcìnoo
- /ˈia/ come in zìa
- /ˈie/ come in zìe
- /ˈio/ come in zìo
- /ˈua/ come in sùa
- /ˈue/ come in sùe
- /ˈuo/ come in sùo
- /ˈui/ come in flùido
- /ˈii/ come in zìi
- /uu/ come in contìnuum

La i nei digrammi ci e gi se seguita da una vocale differente da i e e (i fonemi /i, e, ɛ/) rappresenta un semplice segno grafico e non costituisce quindi fonema a sé stante. In alcuni casi come cielo e scienza la i è seguita da una e ed è quindi un segno grafico che non va pronunciato.

### I "dittonghi mobili"
In italiano ci sono due nessi /ie, uo/ che hanno una particolarità: derivando direttamente da /e, o/ (brevi) latine, sono molto frequenti e importanti. Sebbene siano costituiti foneticamente da una consonante (contoide) approssimante e da una vocale (vocoide), sono spesso considerati come formati da una "semivocale" e da una "vocale" questo perché essi sono molto antichi, anche se posteriori alla comparsa dell'articolo nelle lingue romanze. Questo ha provocato il fatto che si usi l'articolo eliso anche davanti a un vero contoide in questi casi: l'uomo /ˈluɔ.mo/, l'ieri /ˈliɛ.ri/. Gli altri casi di /w/ iniziale hanno di solito un articolo non eliso (il, lo; la), come davanti a consonante, anche se ci sono oscillazioni nell'uso: lo iodio /loˈjɔ.djo/, il/l'whisky , /ilˈwis.ki, iˈlwis.ki, ˈlwis.ki/. Essi hanno anche la caratteristica di passare a /e, o/ in sillaba atona: per questo sono chiamati "dittonghi mobili" benché, a rigore, non siano veri dittonghi.

## Lingua inglese
Tutti i dittonghi dell'inglese sono discendenti, a parte /juː/, che si può analizzare come [i̯uː].
|           | RP (Britannico) | Australiano | Nordamericano | Nordamericano |
| Americano | RP (Britannico) | Australiano | Canadese      |               |
| --------- | --------------- | ----------- | ------------- | ------------- |
| low       | [əʊ̯]            | [əʉ̯]        | [oʊ̯]          | [oʊ̯]          |
| loud      | [aʊ̯]            | [æɔ̯]        | [aʊ̯]          | [aʊ̯]          |
| lout      | [aʊ̯]            | [æɔ̯]        | [aʊ̯]          | [əʊ̯]1         |
| lied      | [aɪ̯]            | [ɑe̯]        | [aɪ̯]          | [aɪ̯]          |
| light     | [aɪ̯]            | [ɑe̯]        | [əɪ̯]1         | [əɪ̯]1         |
| lane      | [eɪ̯]            | [æɪ̯]        | [eɪ̯]          | [eɪ̯]          |
| loin      | [ɔɪ̯]            | [oɪ̯]        | [ɔɪ̯]          | [ɔɪ̯]          |
| loon      | [uː]            | [ʉː]        | [ʊu̯]4         | [ʊu̯]4         |
| lean      | [iː]            | [ɪi̯]4       | [ɪi̯]4         | [ɪi̯]4         |
| leer      | [ɪə̯]            | [ɪə̯]        | [ɪɚ̯]3         | [ɪɚ̯]3         |
| lair      | [ɛə̯]2           | [eː]2       | [ɛɚ]3         | [ɛɚ]3         |
| lure      | [ʊə̯]2           | [ʊə̯]        | [ʊɚ̯]3         | [ʊɚ̯]3         |

1. In inglese canadese esistono allofoni di /aʊ/ e /aɪ/.  Questo fenomeno (chiamato Canadian raising) esiste (specialmente per /aɪ/) in molte varietà dell'inglese americano, notevolmente nel Nordest, così come in alcune varietà dell'Inghilterra orientale. In alcune zone, specialmente nel nordest degli Stati Uniti, /aɪ/) diventa [ʌɪ].
2. Nella Received Pronunciation, le vocali di lair e lure possono diventare i monottonghi [ɛː] e [oː] rispettivamente.[1] Lo stesso vale anche per l'inglese australiano, specialmente nel primo caso.
3. Negli accenti rotici, le vocali di parole come pair, poor e peer si possono analizzare come dittonghi, anche se alcune descrizione le considerano vocali con la /r/ in posizione coda sillabica.[2]
4. I monottonghi /iː/ e /uː/ hanno realizzazioni in dittonghi in molte varietà. In alcuni casi, delle trascrizioni più adatte sono [uu̯] e [ii̯], dove si capisce che la vocale atona è più chiusa della vocale tonica. Altre trascrizioni possibili sono /uw/ e /ij/.

## Lingua greca
Nel greco antico i dittonghi sono l'unione di una vocale aspra (α, ε, η, ο, ω) e di una dolce (υ, ι) pronunciata con una sola emissione di suono, essi sono sempre lunghi, con l'eccezione di αι e οι in fine di parola.
I dittonghi possono essere:
Propri se la vocale aspra è breve (ᾰ, ε, ο). Fa parte anche dei propri il dittongo υι, che è considerabile dittongo solo se è seguito da una vocale.
Impropri se la vocale aspra è lunga (ᾱ, η, ω). Quando scritte in minuscolo lo iota è sottoscritto e nel parlato non è pronunciato.
Il dittongo ου si pronunciava in certi periodi storici ou e in altri u, tornando ou, e tornando u di nuovo nel greco moderno
la υ quando è sola è una u chiusa segnata nell'IPA e in termini inglesi accademici e scientifici di etimologia greca come y, e segnata in tedesco  come ü, la u um-laut.
Sebbene questo fatto, è più probabile la teoria che in dittonghi composti da una vocale (specialmente aspra) seguita da υ, la υ fosse pronunciata come u. Questo per questione di articolazione nella pronuncia di tali dittonghi.
| Dittonghi | Dittonghi | Dittonghi | Dittonghi | Dittonghi | Dittonghi | Dittonghi | Dittonghi |
| --------- | --------- | --------- | --------- | --------- | --------- | --------- | --------- |
| Propri    | Propri    | Propri    | Propri    | Impropri  | Impropri  | Impropri  | Impropri  |
| ᾰι        | Ᾰι        | ᾰυ        | Ᾰυ        | ᾳ         | Ᾱι        | ᾱυ        | Ᾱυ        |
| -         | -         | ευ        | Ευ        | ῃ         | Ηι        | ηυ        | Ηυ        |
| οι        | Οι        | -         | -         | ῳ         | Ωι        | ωυ        | Ωυ        |